# Fredrik Abrahamsson
Lars Fredrik Abrahamsson, född 24 januari 1983 i Ärentuna församling, Uppsala, är en svensk före detta professionell ishockeyspelare.